# Sandy Adams
Sandy Adams, właśc. Sandra Adams (ur. 14 grudnia 1956 w Wyandotte) – amerykańska polityk, członkini Partii Republikańskiej. W latach 2011–2013 zasiadała w Izbie Reprezentantów (24 okręg Florydy).